# Nassau-Usingen
Nassau-Usingen a Német-római Birodalom egyik grófsága, majd 1688-tól az egyik hercegsége volt a Felső-rajnai körzetben. 

## Előzmények
II. Lodewjik gróf alatt egyesült az összes föld amit a Nassaui-ház Waldram-ága birtokolt. Egy központosított igazgatást vezetett be Saarbrückent használva  központként. Ez viszont nem bizonyult tartósnak, ugyanis a harmincéves háború alatt 1629-ben felosztották a grófságot. Kezdetben ezt nem lehetett végrehajtani, ugyanis a grófok elmenekültek a háborús pusztítás elől. 1651. március 6-án azonban sor került a grófság felosztására.
Johan megkapta Wiesbaden-Idstein Grófságot az alahri uradalommal együtt.
Lajos Vilmos megkapta a  Saarbrückeni Grófságot Jugendheim, Wöllstein Alt- és Neuweilnau, Unsingen és Kirberg Grófságokkal együtt.
Ernst Casimir megkapta Weilburg Grófságát és Reichelsheim, Kirchheim, Stauf Grófságokkal együtt a rajnai falvakat.

## Története
1659-ben Nassau-Saarbrücken Grófságot további három részre osztották:
- Ottweiler (Johan Lajos)
- Saarbrücken (Gusztáv Adolf)
- Unsigen (Walraad)

Walraad gróf nem volt megelégedve az új rezidenciával, ezért új barokk rezidenciát építtetett. Walraad holland tábornok volt, akit 1688 augusztusában emeltek nemesi rangra. 
Willem Hendrik 1718-as halálával özvegye, Charlotte Amália vezette Nassau-Dileburgot kiskorú gyermekei helyett. A nassau-usingeni grófok vagyona ebben az időben indult bővülésnek, ugyanis 1721-ben a Nassau-Idsteni, 1723-ban a Nassau-Saarbrückeni és 1728-ban a Nassau-Ottweiler házak kihalásával a birtokaik a Nassau-Unsingeni grófokra szálltak.
1735-ben a régensség megszűnésével viszont Nassau-Saarbrückent megkapta Henrik Vilmos. A Nassau-saarbrückeni-ház 1797-es kihalásával a Nassau-Unsigeni herceg nem örökölt földi vagyont, ugyanis annak területeit Franciaországhoz csatolták. Viszont az 1801-es lunéville-i béke elfogadta a terület német-római megszállását. Az 1803. február 25-i Reichsdeputationshauptschluss 12. pontja alapján Nassau-Usingen hercege a Saarbrückeni Hercegség elvesztéséért cserébe megkapta: 
- Saarwerden megye 2/3-át, Ottweiler és Lahr uradalmát az Ortenau tartományban,
- A korábbi Mainzi Választófejedelemség Königstein, Höchst, Kronenburg, Rüdesheim, Oberlahnstein, Eltville, Haarheim és Kassel hivatalait, valamint a Majna jobb partján lévő székesegyházi káptalan birtokait,
- Kaub hivatalát a Rajnai Palotagrófság tartozékaival együtt,
- A Kölni Választófejedelemség többi része, Altwied és Neuburg hivatalainak kivételével,
- Katzenelnbogen, Braubach, Ems, Eppstein és Kleeberg Hesseni Földgrófságokat,
- Weiperfelden, Soden, Sulzbach (Taunus), Schwanheim és Okriftel községeket,
- és a Sayn-Altenkirchen Grófságot.

Frederik Augustus herceg Napóleon nyomására 1806-ban csatlakozott a Rajnai Szövetséghez és augusztus 30-án egyesítette Unsigent Nassau-Weilburggal. Átengedte a Bergi Nagyhercegségnek Deutz városát a hozzá tartozó területekkel, Königswinter városát és hivatalát, valamint Willich hivatalát, cserébe megkapta: 
- Dierdorf, Altenwied és Neuerburg hivatalokat, Alsó-Isenburg Grófság Wied-Runkel egy részét,
- Wied-Neuwied és Holzappel Grófságokat, Schaumburg szeigneuriumát,
- Dietz Grófságot és függőségeit,
- Mensfelden község Nassau-Fulda birtokában lévő részét,
- Wehrheim és Burbach hivatalát, Runkel uradalmának a Lahn bal partján fekvő részét,
- Cransberg császári uradalmát, valamint Hohensolms, Braunfels és Greifenstein hivatalait.

Ettől fogva a hercegi címet a Nassaui-ház vezetője viselte, így 1806-tól Frigyes Vilmos nassau-weilburgi herceg kormányozta.

## Uralkodói
- Walraad, 1659-1702
- Vilmos Henrik, 1702-1718
- Károly, 1718-1775
- Károly Vilmos, 1775-1803
- Frigyes Ágoston, 1803-1806